# Fade to Black (2001)
Fade to Black ist ein Porno-Spielfilm aus dem Jahr 2001 von Vivid Entertainment Group, der insgesamt acht AVN Awards gewann.

## Inhalt
Der Film handelt von der Pornodarstellerin Tulip (Taylor Hayes), dem Regisseur Curry (Dale DaBone) und dem Kameramann Kyle (Voodoo), die glauben, den Durchbruch schaffen zu können. Die drei reisen auf Einladung des Produzenten Trent Morgan (Paul Thomas) von Oklahoma nach Kalifornien in der Hoffnung, Karriere zu machen. Bald finden sich die drei jedoch in einem Geflecht von Intrigen und Verdächtigungen wieder.

## Handlung
Tulip, ihr Freund Curry und Kyle sind drei Freunde aus Hicktown, Oklahoma. Curry hofft, in der Pornobranche Erfolg zu haben, indem er hausgemachte Filme mit Tulip als Darstellerin dreht, die von Kyle gefilmt werden. Curry hat dabei keine Skrupel damit, dass seine Freundin in den Filmen spielt. In der ersten Szene des Films erhält der Zuschauer einen Einblick in Currys Können als Regisseur während einer Sexszene mit Brad und Tulip. Die wackelige Kameraführung und Unterbrechungen zeigen dabei die nicht sehr professionelle Arbeit des Trios. Trotzdem bekommen die drei eine Einladung vom berühmten Regisseur Trent Morgan, nach Hollywood zu kommen. Sie beladen ihren Van und fahren nach Westen.
Als sie in Hollywood angekommen sind vertreiben sich die drei ihre Zeit in Morgans Studio, indem sie ein professionelles Pornoset beobachten. In Anlehnung an all die Filme, die Studiogelände in Hollywood voll mit Schauspielern zeigen, die als Astronauten, Gladiatoren etc. gekleidet sind, sehen Tulip und ihre Freunde eine Doppelgängerin Marilyn Monroes, deren Kleid über ihren Kopf weht, sowie eine Szene mit Julie Meadows, Adaja und einem männlichen Darsteller in ägyptischen Gewändern.
Hiernach treffen Tulip, Curry und Kyle schließlich den schillernden Regisseur Morgan und seinen merkwürdigen Begleiter Talon. Trent, offensichtlich nur an Tulip interessiert, verliert keine Zeit, sie in einem Film spielen zu lassen. Die Tatsache, dass Curry and Kyle ignoriert werden und dass sie noch keinen Vertrag unterzeichnet hat, hindert Tulip nicht daran, in einer Szene mit Joey Ray in einem Diner mitzuwirken. Währenddessen fühlt Curry sich bei dem Anblick von Tulip und Joey in Aktion zunehmend eifersüchtig und kann keine klare Antwort von Trent hinsichtlich eines möglichen Vertrages bekommen. Curry reagiert dann in einer Dreierszene mit Tulip und Taylor St. Clair, einem bekannten Pornostar und Mitglied von Morgans innerem Kreis, einiges seiner aufgestauten Frustration ab. Später erzählt Trent Curry, dass er den Dreier heimlich gefilmt habe, da er „wirklichen Sex“ zwischen „realen Menschen“ gezeigt hat und nicht das langweilige sonstige Pornozeug. Wütend darauf, von Trent ausgenutzt worden zu sein, versucht Curry, Kyle und Tulip davon zu überzeugen, die Stadt zusammen mit ihm zu verlassen. Beide sind daran jedoch nicht interessiert. Curry verliert langsam die Fassung und Julie Meadows erzählt ihm vom Ausmaß von Trents Manipulationen und dass diese weiter gingen als Curry sich vorstellen könne.
Der Film wechselt zu einer Geschichte über einen Regisseur, der, ohne dass es seine Darsteller wissen, versucht einen Film basierend auf Realität zu drehen, einem psychologischen Drama, in dem jeder, ob wissend oder nicht, eine Rolle in Trents Spiel spielt.

## Auszeichnungen
- 2002: AVN Award: Best Film
- 2002: AVN Award: Best Couple’s Sex Scene-Film (Taylor Hayes & Joey Ray)
- 2002: AVN Award: Best Group Sex Scene (Taylor Hayes, Taylor St. Claire, Dale DaBone)
- 2002: AVN Award: Best Supporting Actress Film (Julie Meadows)
- 2002: AVN Award: Best Non-Sex Performance (Paul Thomas)
- 2002: AVN Award: Best Director Film (Paul Thomas)
- 2002: AVN Award: Best Editing Film (Tommy Ganz)
- 2002: AVN Award: Best Screenplay Film (Dean Nash)
- 2002: XRCO Award: Best Actress (Taylor Hayes)
- 2002: FICEB Award: Ninfa 2002 a la mejor Película / Bester Film

## Wissenswertes
- Der Film zählt mit insgesamt 8 AVN-Awards zu den erfolgreichsten Filmen der Pornogeschichte.
- Beispiel für eine „Film im Film“-Produktion
- Im Jahr 2005 drehte Paul Thomas eine Fortsetzung des Films „Fade to Black 2“, diesmal mit Lexie Marie in der Hauptrolle sowie Tommy Gunn, Jada Fire, Ava Vincent und anderen. Dieser Film konnte jedoch nicht an die Erfolge des ersten Teils anknüpfen.
- Anleihen an die Filmkonzepte von „The Stunt Man“ und „Bowfinger“, die Realität mit Film vermischen.